# آگاهی ضعیف
آگاهی ضعیف (انگلیسی: Subconscious)، حیات نفسانی دارای سه مرحله است: بخش اول، آگاهی کامل و واضح، بخش دوم، آگاهی ضعیف یا پیچیده، بخش سوم، ناخودآگاه. مرحله دوم یعنی مرحله آگاهی ضعیف و پیچیده، را مرحله نیم آگاهی یا (زیر آگاهی) می‌نامند.

## نیمه آگاهی
این مرحله از آگاهی، شامل حالات «نیمه آگاهی» است که امواج آن گاهی به ساحل شعور آگاه و گاهی به ساحل شعور ناخودآگاه می‌زند.
اصطلاح «نیم آگاهی»، گاهی به آن احوال نفسانی گفته می‌شود که بدون اتصاف به شعور آگاه، دگرگون می‌شود و روح را به تأمل در حالات دیگر مشغول می‌کند. این حالت، اگر طبعاً یا از روی اراده، پرتوی از نور آگاهی بر آن بتابد، مستعد انتقال از ظلمت بی‌خبری به نور شعور و آگاهی است.
بعضی از دانشمندان مرحله «نیم آگاهی» را معادل و مرادف «شعور آگاه» دانسته‌اند. تفکیک بین این دو حالت شایسته‌تر است.
نقش ذهن نیمه خودآگاه در روانشناسی بسیار حائز اهمیت است این قسمت از ذهن می‌تواند تاثیرات قوی بر روی رفتار، احساسات و انگیزه‌های ما داشته باشد.
به عنوان مثال نگرانی‌ها و ترس‌های ناخودآگاه ما ممکن است به صورت ناشناخته و در سطح آگاهی مانیفست شوند، اما با تحلیل و درک ذهن نیمه خودآگاه می‌توان این ترس‌ها را شناسایی و مورد مدیریت قرار داد.
ذهن نیمه خودآگاه همچنین در فرایند تصمیم گیری نیز نقش مهمی دارد اغلب تصمیمات ما تحت تاثیر تجربیات نهفته و انگیزه‌های ناخودآگاه قرار می‌گیرند با درک عمیق‌تر این انگیزه‌ها و با توانایی شناسایی الگوهای موجود در ذهن نیمه خودآگاه می‌توان تصمیمات بهتری بهتری اتخاذ کرد و بهبود قابل توجهی در زندگی روزمره خواهیم داشت.
علاوه بر این ذهن نیمه خودآگاه همچنین می‌تواند در فرایند خلاقیت و ایده پردازی نقش مهم ایفا کند زمانی که ذهن نیمه خودآگاه به طور آزاد و بی‌محدود فعال می‌شود، می‌تواند الهام بخشی برای ایده‌ها و نوآوری‌های جدید باشد.اغلب ایده‌های خلاقانه و نوآورانه در طی وقت‌هایی که ذهن آگاه استراحت 
می‌کند و در حالت آرام و بی‌هدف قرار دارد به ذهن آشکار می‌شوند[https://khodebartar.com/%D8%B0%D9%87%D9%86-%D9%86%DB%8C%D9%85%D9%87-%D8%AE%D9%88%D8%AF-%D8%A2%DA%AF%D8%A7%D9%87-%DA%86%DB%8C%D8%B3%D8%AA%D8%9F/]

## ناخودآگاه
«ناخودآگاه» منبع انرژی است که احساسات و افکار انسان را تغذیه می‌کند. آرزوها، خواسته‌ها و امیال، پس رانده و فراموش شده در بخش شخصیت انباشته می‌شود، امّا پیوسته کوشش دارند که به ناحیه خودآگاه نفوذ کنند، یعنی خود را در افکار و رفتار ما جای دهند. تمام عقایدی که خودآگاه آن را تصویب نمی‌کند، به بخش ناخودآگاه رانده می‌شوند.
ناخودآگاه مشترک استعداد و ظرفیت مشترک تمام ذرات در هر کجای هستی و در همه زمان‌ها است. ما زمانی بخشی از یک کلیت بودیم و همواره میل به پیوستن به آن کلیت را داریم تمام آن کلیت به صورت فشرده در ناخودآگاه ذخیره شده است مانند جعبه سیاه هواپیما که تمام اطلاعات پرواز در آن ذخیره می‌شود و فقط پس از سقوط بازخوانی می‌شود.
نقش ذهن نیمه خودآگاه در روانشناسی. بسیار حائز اهمیت است این قسمت از ذهن می‌تواند تاثیرات قوی بر روی رفتار، احساسات و انگیزه‌های ما داشته باشد.
ناخودآگاه از «زبان »ساخته شده است این ایده را روانکاوی فرانسوی به نام (ژاک لاکان) ارائه داده است به طور کلی روانکاوی بسیار وابسته به زبان است چرا که در واقع اولین ارتباط‌های ما با جهان بیرون از طریق شنیدن کلمات شکل می‌گیرد نوزاد امنیت خود را با سکوت و صدا تنظیم می‌کند 
وقتی صدا می آید (صداهایی که برای او نامفهوم هستند ولی در واقع جملاتی معنادار برای مراقبان او هستند )او حسی از آرامش دارد چراکه می تواند خود را متصل ببیند به یک منبع وقتی «سکوت »است او احتمالاً دچار اضطراب خواهد بود.(https://tadaei.com/what-is-the-unconscious/)  

## ناخودآگاه نهفته
ناخودآگاه نهفته که فقط به مفهومی توصیفی ناخودآگاه است و نه به مفهومی پویش شناسانه، «نیمه‌آگاه» می‌نامیم. هر آنچه سرکوب شده‌است، در ضمیر ناخودآگاه جای دارد، امّا هر آنچه در ضمیر ناخودآگاه جای گرفته‌است، سرکوب شده نیست
به عقیده یونگ ریشه بسیاری از مسائل بحرانی در ضمیر پنهان یا ضمیر ناخودآگاه انسان است او معتقد است که سه منبع اصلی ذهن و روان شامل خود، ناخودآگاه شخصی ،و ناخودآگاه جمعی است منظور از خود نمادی از ذهن خود آگاه است که به افکار و احساسات آدمی آگاهی دارد.
ناخودآگاه شخصی تمام اطلاعاتی است که شاید فراموش کرده باشیم و یا خاطرات و احساساتی که ممکن است سرکوب کرده باشیم همان واژه‌ای که یونگ از آن به عنوان «عقده روانی» یاد می‌کند.[https://bookapo.com/mag/lifestyle/what-is-subconscious-mind/]

عوامل مختلفی در شکل‌گیری شخصیت در ضمیر ناخودآگاه نقش دارند، از جمله:
تجربیات دوران کودکی: تجربیات دوران کودکی، به ویژه تجربیات عاطفی، نقش بسیار مهمی در شکل‌گیری شخصیت ما دارند. این تجربیات می‌توانند باورها، احساسات و الگوهای رفتاری ما را در بزرگسالی شکل دهند.
روابط با افراد: روابط ما با افراد، به ویژه والدین، معلمان و دوستان، نیز در شکل‌گیری شخصیت ما نقش دارند. این روابط می‌توانند به ما در یادگیری نحوه تعامل با دیگران، حل تعارض و تنظیم احساساتمان کمک کنند.
ارزش ها و باورها: ارزش‌ها و باورهایی که در خانواده و جامعه به آنها آموزش داده می‌شود، در شکل‌گیری شخصیت ما نقش دارند. این ارزش ها و باورها می‌توانند بر افکار، احساسات و رفتار ما تاثیر بگذارند.
فرهنگ: فرهنگ ما نیز در شکل‌گیری شخصیت ما نقش دارد. فرهنگ شامل هنجارها، آداب و رسوم و ارزش‌های مشترکی است که بر نحوه تفکر، احساس و رفتار ما تاثیر می گذارد.[https://esanj.ir/mag/what-is-the-subconscious-mind]